# Tomoya Murata
Tomoya Murata (jap. 村田知也 Murata Tomoya; ur. 5 czerwca 1977) – japoński zapaśnik walczący w stylu klasycznym. Zajął dziewiąte miejsce na mistrzostwach świata w 2001. Siódmy na Igrzyskach azjatyckich w 2002. Brązowy medalista igrzysk Azji Wschodniej w 2001 roku.